# Иран на Летњим олимпијским играма 1900.
Иран је учествовао на Летњим олимпијским играма одржаним 1900. године у Паризу, Француска. То је било његово прво учешће.
Из Ирана је учествовао само један такмичар који се такмичио у мачевању и заузео 19 место.
По неким изворима мачевалац Фрејдум Малком, који је учествовао на играма 1900. године, је персијског порекла и он се рачуна као први такмичар, олимпијац, из Ирана и уједно из Азије. Овај податак међутим МОК није евидентирао, па је као такав и незваничан.

## Резултати по дисциплинама

### Мачевање
| Дисциплина      | Место | Такмичар       | 1 круг      | Четвртфинале  | Полуфинале           | Финале               |
| --------------- | ----- | -------------- | ----------- | ------------- | -------------------- | -------------------- |
| Мач појединачно | 19    | Фрејдум Малком | 2 у групи И | 4-6 у групи Д | Није се квалификовао | Није се квалификовао |